# Юцевич Юрій Євгенович
Юцевич Юрій Євгенович (28 лютого 1932, Вознесенськ — 2 травня 2009) — український музикознавець. Син композитора Євгена Юцевича.

## Біографія
Народився 28 лютого 1932 року у Вознесенську Миколаївської області, з травня 1932 року жив у Києві. У 1963 році закінчив Київській педагогічний інститут імені М. Горького.
Помер 2 травня 2009 року. Похований в Києві на Звіринецькому кладовищі, поруч з батьком.

Могила Юцевичів

## Роботи
Автор близько 120 наукових публікацій, чотирьох видань українського «Словника музичних термінів» (1971, 1977, 1988, 2002), навчальних програм «Постановка голосу», «Основи вокальної методики», «Вокальний клас», «Основи наукових досліджень» та інших, науково-методичного посібника «Теорія і методика формування та розвитку співацького голосу» (1998) тощо.
- Теорія і методика формування та розвитку співацького голосу : навч.-метод. посіб. — Київ : ІЗМН, ВІПОЛ, 1998. — 158 с.
- Юцевич Юрій Євгенович. Музика. Словник-довідник. — Тернопіль : Видавництво «Навчальна книга — Богдан». 2003. — 352 с. — ISBN 978-966-10-0445-9.